# Dryophytes euphorbiaceus
A Dryophytes euphorbiaceus a kétéltűek (Amphibia) osztályának békák (Anura) rendjébe és a levelibéka-félék (Hylidae) családjába tartozó faj.

## Előfordulása
A faj Mexikó endemikus faja. Természetes élőhelye a szubtrópusi vagy trópusi nedves hegyvidéki erdők, szubtrópusi vagy trópusi magasan fekvő rétek, folyószakaszok, mocsarak. A fajra élőhelyének elvesztése jelent fenyegetést.